# Dominique Guirous
Pour les articles homonymes, voir Guirous.
Dominique Guirous, également connue sous le nom d'Olivia Koudrine, née le 30 avril 1953 à La Fère dans le département de l'Aisne, est une danseuse, actrice, écrivaine et artiste peintre française.

## Biographie
Dominique Guirous passe son enfance dans le département de l'Aisne. En l'absence de son père, elle est élevée par sa grand-mère et fréquente l'école primaire de Beautor, puis poursuit ses études et passe son baccalauréat au lycée Paul Claudel de Laon. Elle commence sa carrière professionnelle en 1980 comme danseuse au Crazy Horse Saloon sous le nom de Cheetah Magnetic où elle côtoie, durant quatre ans, d'autres futures coco-girls comme Fenella Masse Mathews (Fifi Standby), Cléa Pastore (Clea Staccato) et Alexandra Lorska (Alexa Polskaschnikof). Elle fait une apparition dans Collaricocoshow avec les danseuses du  Crazy Horse Saloon. Elle est l'une des playmates de l'émission Coco-Boy, puis elle devient une des coco-girls dans Cocoricocoboy de 1985 à 1987.
Elle est la playmate de l'édition française du magazine Playboy en août 1986 et en mai 1987.
Elle coécrit avec une autre coco-girl, Nathalie Galan, le livre Si la Cococour m'était contée... aux Editions Filipacchi en 1987. Dans ce livre, les deux femmes dévoilent les coulisses de Cocoricocoboy et ironisent sur les relations entre les coco-girls, Stéphane Collaro et les autres personnages de l'émission. Elle écrit en 1989 le livre La Danseuse ayant pour toile de fond son expérience de danseuse du Crazy Horse Saloon et publie ensuite d'autres ouvrages dont le roman policier Barby Blue, édité en 2013 et ayant pour fil conducteur le Crazy Horse Saloon de Paris,. D'autres romans, sous son nom de plume Olivia Koudrine, sont ensuite publiés.
En complément de son travail littéraire, Dominique Guirous exerce des activités de peinture artistique sous le pseudonyme Kdom depuis le début des années 2000.

## Filmographie

### Cinéma
- 1983 : Les Branchés à Saint-Tropez de Max Pécas : la fille à la station-service

### Télévision
- 1982 : Les Scénaristes ou les aventures extraordinaires de Robert Michon de Nino Monti, téléfilm d'Antenne 2